# Pietro Lappi
Pour les articles homonymes, voir Lappi (homonymie).
Pietro Lappi (né vers 1575 à Florence et mort vers 1630 à Brescia) est un compositeur italien de la Renaissance.

## Biographie
Pietro Lappi est devenu en 1593 maître de chapelle à Santa Maria delle Grazie à Brescia. Il a composé surtout de la musique sacrée. L'unique exception est l'op. 9, avec 22 Canzoni da Suonare à 4-13 instruments, livre I, imprimé à Venise en 1616, exemple de musique instrumentale dans le style de l'École de Brescia. Un autre de ses livres imprimés en 1613 comprend six œuvres dans le style de la Renaissance tardive ou dans le style du premier baroque (style moderne).
Pietro Lappi a dédié en 1621 à l'archevêque de Salzbourg Paride Lodron le psaume 112, Laudate pueri - à 16 voix faisant partie des Salmi a tre e quattro chori concertati pour quatre chœurs à quatre voix, cornets, trombones, violons, alto et basse continue. Pour cette composition, la Cathédrale de Salzbourg était le lieu offrant l'ambiance acoustique idéale.

## Source de la traduction
- (it) Cet article est partiellement ou en totalité issu de l’article de Wikipédia en italien intitulé « Pietro Lappi » (voir la liste des auteurs).